# Travis Konecny
Travis Konecny (London, Ontario, 11 de marzo de 1997), apodado TK, Teeks o Tiki Bar, es un jugador profesional canadiense de hockey sobre hielo que se desempeña en la posición de extremo derecho en Philadelphia Flyers, equipo de la National Hockey League (NHL).

## Carrera
Fue seleccionado en la primera ronda en la NHL Entry Draft de 2015. En 2016 hizo su debut profesional con el equipo Philadelphia Flyers, donde lleva jugando ocho temporadas.